# Greater China Billionaires
Greater China Billionaires ist eine Liste der reichsten Chinesen, die das US-amerikanische Magazin Forbes herausgibt.
(Stand:2007)
 erfasst werden die Gebiete Hongkong und Taiwan 
| 2007 Ranking | Name                            | Region   | Vermögen in US-Dollar |
| ------------ | ------------------------------- | -------- | --------------------- |
| 1            | Li Ka-shing                     | Hongkong | 22 Milliarden         |
| 2            | Lee Shau Kee                    | Hongkong | 16,5 Milliarden       |
| 3            | Raymond, Thomas und Walter Kwok | Hongkong | 14 Milliarden         |
| 4            | Michael Kadoorie                | Hongkong | 9 Milliarden          |
| 5            | Tsai Hong-tu                    | Taiwan   | 7,1 Milliarden        |
| 6            | Stanley Ho Hung-sun             | Hongkong | 7 Milliarden          |
| 7            | Cheng Yu-tung                   | Hongkong | 6,5 Milliarden        |
| 8            | Terry Gou                       | Taiwan   | 5,5 Milliarden        |
| 9            | Y.C. Wang                       | Taiwan   | 4,9 Milliarden        |
| 10           | Victor und William Fung         | Hongkong | 4,3 Milliarden        |